# Hemopericardi
L'hemopericardi fa referència a la sang al sac pericàrdic del cor. És clínicament semblant a un vessament pericàrdic i, depenent del volum i la rapidesa amb què es desenvolupa, pot provocar taponament cardíac.
L'afecció pot ser causada per necrosi de gruix complet (mort) del miocardi (múscul cardíac) després d'un infart de miocardi, traumatisme toràcic i per prescripció excessiva d'anticoagulants. Altres causes inclouen aneurisma trencat del si de Valsalva i altres aneurismes de l'arc aòrtic.
L'hemopericardi pot ser diagnosticat amb una radiografia de tòrax o una ecografia de tòrax, i es tracta més comunament amb pericardiocentesis. Encara que el propi hemopericardi no sigui mortal, pot comportar un tamponament cardíac, situació que és fatal si no es tracta.

## Símptomes i signes
Els símptomes de l'hemopericardi sovint inclouen dificultat per respirar, respiració anormalment ràpida i fatiga, cadascun dels quals pot ser un signe d'una malaltia greu no limitada a l'hemopericardi. En molts casos, els pacients també informen de sentir pressió al pit i tenir una freqüència cardíaca anormalment elevada.

## Causa
S'ha informat que l'hemopericardi és el resultat de diverses afeccions, com ara un traumatisme toràcic, la ruptura de la paret lliure després d'un infart de miocardi, un sagnat al sac pericàrdic després d'una dissecció aòrtica de tipus A i com una complicació de procediments cardíacs invasius. També s'ha informat de la leucèmia aguda com a causa de la malaltia. També s'han informat diversos casos d'hemopericardi com a efecte secundari dels anticoagulants. Els pacients han de ser conscients d'aquest fet quan es prescriuen aquests fàrmacs.

## Mecanisme
L'hemopericardi és una malaltia que afecta el sistema cardiovascular. Normalment comença amb l'acumulació de sang al sac pericàrdic posterior al cor i, finalment, s'expandeix per envoltar tot el cor. L'acumulació de líquid fa que augmenti la pressió dins del sac pericàrdic. Si la pressió és més gran que la pressió intracardíaca del cor, es pot produir la compressió de les cambres cardíaques adjacents. Aquesta compressió, anomenada taponament cardíac, sovint s'associa amb l'hemopericardi i pot ser mortal si no es diagnostica i es tracta ràpidament. Els primers signes d'aquesta compressió inclouen la inversió de l'auricular dret durant la sístole ventricular seguida de la compressió diastòlica del tracte de sortida del ventricular dret.
També s'han informat casos en què l'hemopericardi es va observar com una manifestació inicial de trombocitèmia essencial.

## Diagnòstic
L'hemopericardi es pot diagnosticar mitjançant l'ecocardiografia, una ecografia cardíaca. Les radiografies de tòrax també es fan sovint quan se sospita hemopericardi i revelarien un cor engrandit. Altres signes observables inclouen la freqüència cardíaca ràpida, la distensió venosa jugular, la pressió arterial baixa i el pols paradoxal.

## Tractament
Quan es descobreix, l'hemopericardi se sol tractar mitjançant pericardiocentesi, un procediment en què s'utilitza una agulla per eliminar el líquid del sac pericàrdic. Aquest procediment normalment fa servir una agulla de 8 cm i calibre 18 que s'insereix entre l'apòfisi xifoide i el marge costal esquerre fins que entra al sac pericàrdic, i aleshores es pot utilitzar per drenar el líquid del sac. Sovint es deixa un catèter al pericardi per continuar drenant qualsevol líquid restant després del procediment inicial. El catèter es pot retirar quan l'hemopericardi ja no persisteix. Les causes subjacents de la malaltia, com ara la prescripció excessiva d'anticoagulants, també s'han d'abordar perquè l'hemopericardi no torni.
Encara que el mateix hemopericardi no sigui fatal, pot comportar a tamponament cardíac, que pot ser mortal si no es tracta ràpidament. Un estudi va trobar que el tamponament cardíac va ser fatal en el 13,3% dels casos en què no va ser causat per una malaltia maligna.

## Recerca

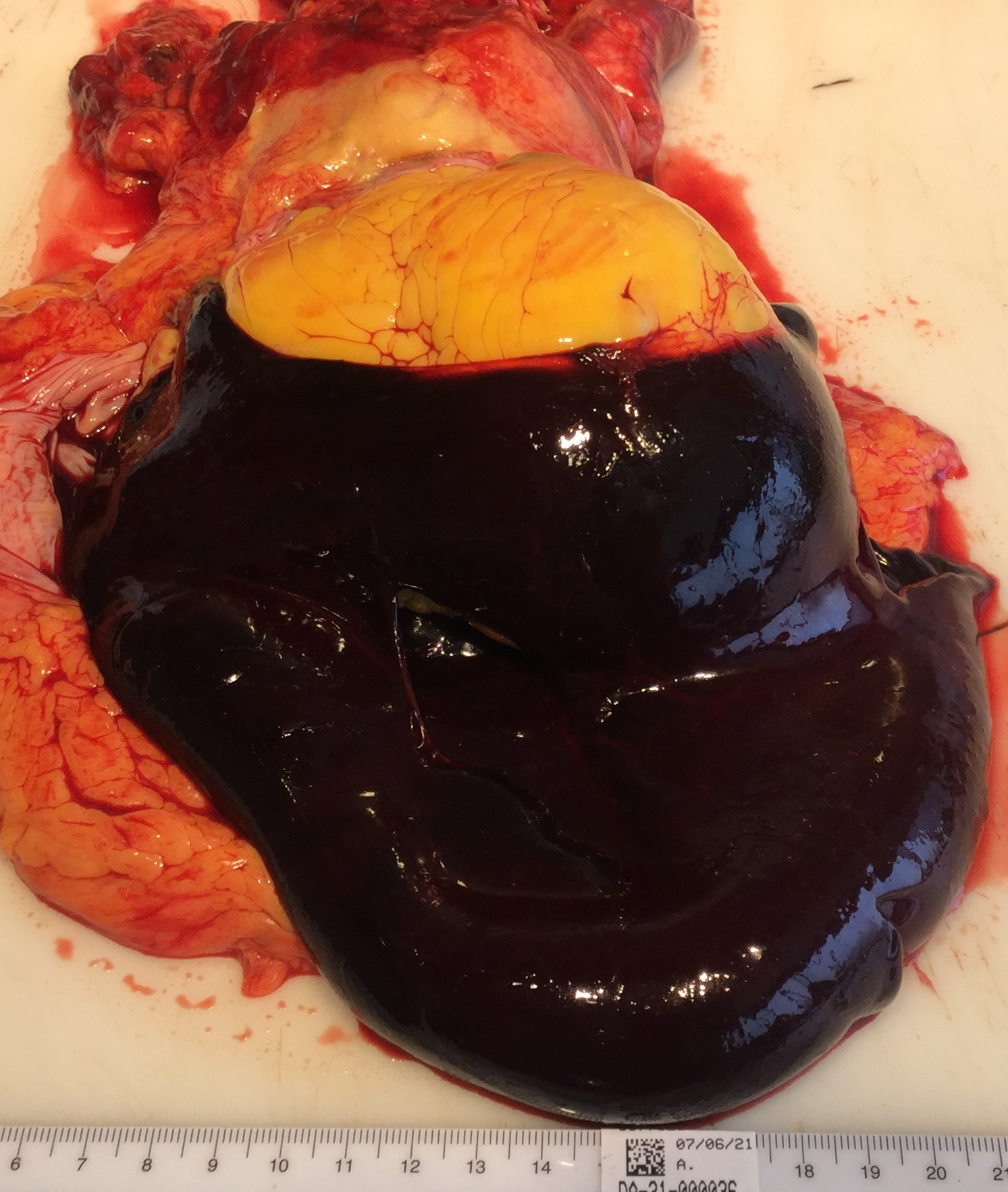
Patologia macroscòpica de l'hemopericardi, amb sang coagulada al voltant del cor (en aquest cas es presenta groga per greix epicardíac).

Estudis han demostrat que l'hemopericardi pot tenir lloc espontàniament en persones amb trombocitèmia essencial, encara que això és relativament estrany. És una ocurrència més comuna en pacients amb anticoagulants hiperprescrits. Independentment de la causa subjacent de l'hemopericardi, la pericardiocentesi ha demostrat ser el millor mètode de tractament.